# Chrysocraspeda splendens
Chrysocraspeda splendens är en fjärilsart som beskrevs av Louis Beethoven Prout 1938. Chrysocraspeda splendens ingår i släktet Chrysocraspeda och familjen mätare. Inga underarter finns listade i Catalogue of Life.